# Abadía de Malmesbury

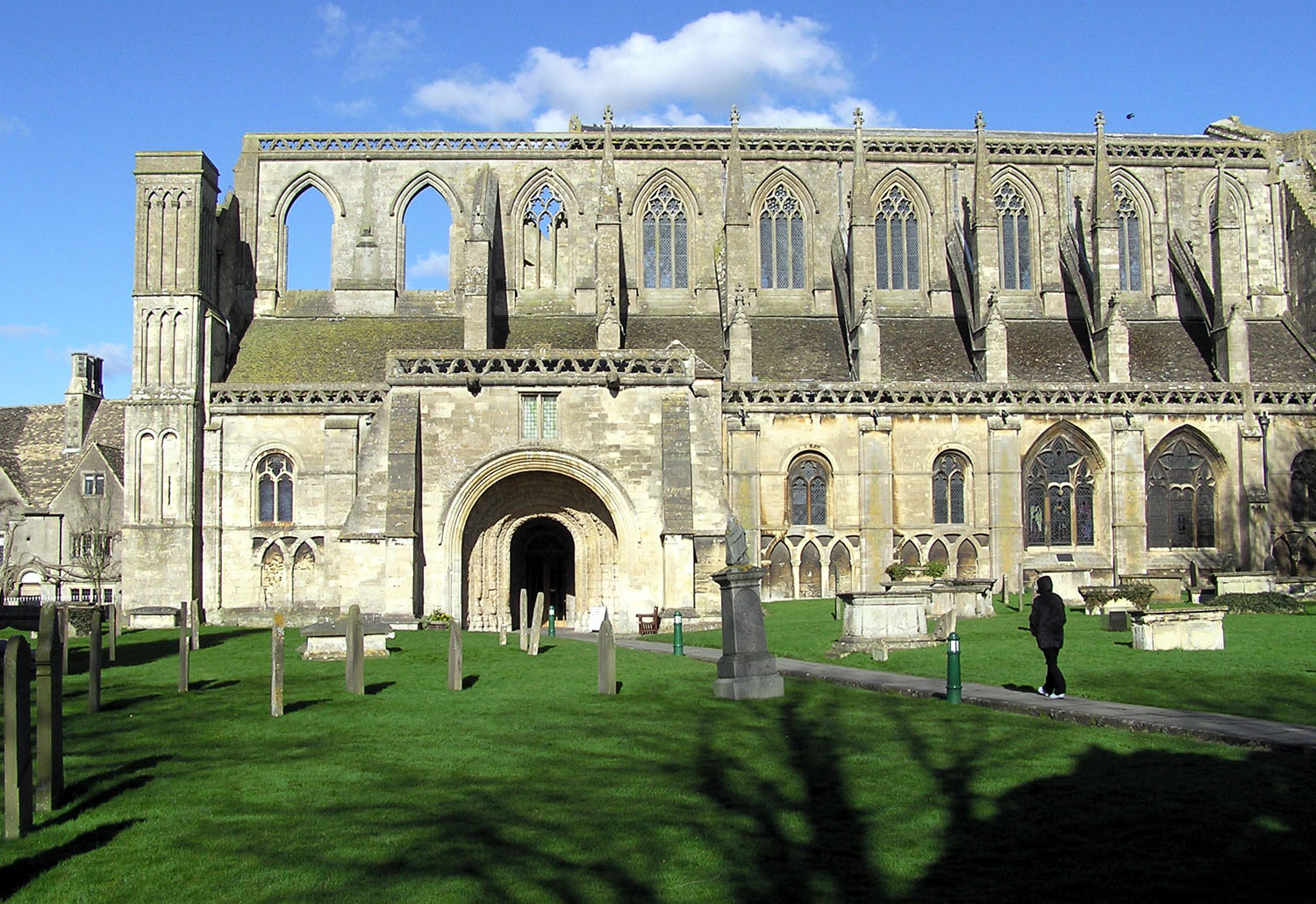
La entrada principal (el pórtico Sur) vista desde el cementerio. Esta imagen muestra la actual dimensión de la abadía

La abadía de Malmesbury (del inglés: Malmesbury Abbey), en Malmesbury, Wiltshire, Inglaterra, es un edificio religioso dedicado a san Pedro y san Pablo. En su época, fue una de las pocas edificaciones inglesas con una historia continua desde el siglo VII hasta la disolución de los monasterios.
Malmesbury fue fundada alrededor de 676 por el erudito y poeta Aldhelm, sobrino del rey Ine de Wessex, como un monasterio benedictino. En 941, se enterró en ella el rey Athelstan de Inglaterra, que había muerto en Gloucester en octubre de 939. La elección de Malmesbury, antes que New Minster, en Winchester, indicaba que el rey seguía siendo un extraño para la corte sajona de Wessex.
La abadía tenía en el siglo XI tenía la segunda biblioteca más grande de Europa y se consideraba una de las principales plazas europeas para el aprendizaje. A principios de ese mismo siglo XI, fue el sitio elegido para realizar un primer intento de vuelo humano. El monje Eilmer de Malmesbury conectó unas alas a su cuerpo y voló desde una de sus torres: Eilmer voló más de 200 yardas (200 m), antes de aterrizar, rompiéndose ambas piernas. Más tarde comentó que la única razón por la que no lo había logrado había sido la falta de una cola en su planeador. El historiador del siglo XII, Guillermo de Malmesbury pertenecía a la comunidad de la Abadía.
La abadía actual se completó sustancialmente en 1180. La aguja de 131 m de altura, y la torre sobre la que se levantaba, se derrumbaron en una tormenta alrededor de 1500, destruyendo gran parte de la iglesia, unas dos terceras partes de la nave y el transepto. La torre oeste cayó alrededor de 1550, demoliendo los tres tramos más occidentales de la nave. Como resultado de estos dos colapsos, solamente se conserva menos de la mitad de la construcción original.
La abadía, que era propietaria de unos 93 km² de tierras en las veinte parroquias que formaban el Malmesbury Hundred, fue clausurada cuando Enrique VIII decretó en 1539 la disolución de los monasterios. Fue vendida, con todas sus tierras, a William Stumpe, un rico comerciante local, que devolvió la recién adquirida iglesia de la abadía a la ciudad para que siguiera siendo usada como iglesia parroquial, y que llenó los restantes edificios abacíales con veinte telares para su empresa de tejidos. Hoy la abadía sigue en pleno uso como iglesia parroquial de Malmesbury, en la diócesis de Bristol. Los restos todavía contienen una elegante parvise —espacio sagrado— que alberga algunos ejemplos de libros de la biblioteca de la abadía. Los documentos anglosajones de Malmesbury (charters), aunque concedidos mediante falsificaciones, y las mejoras realizadas en el scriptorium de la abadía, proporcionan materia prima para recomponer la historia de Wessex y de la iglesia sajona occidental desde el siglo VII.
Durante la Guerra Civil Inglesa se dice que Malmesbury pudo haber cambiado de manos hasta siete veces y que la abadía fue ferozmente disputada. Todavía pueden verse en los lados sur, este y oeste de los muros de la abadía cientos de marcas de desconchados dejados por las balas.
Sobrevive gran parte de la abadía, con partes en ruinas todavía unidas al conjunto. El tercio de la nave existente permanece en uso como lugar de culto activo.

## Personajes enterrados
- Aldhelm, primer obispo de Salisbury y santo.
- Hannah Twynnoy: Se supone que la primera persona muerta por un tigre en Inglaterra está enterrada en el cementerio, en una tumba en la que hay grabado un poema. Era una camarera de principios del siglo XVIII que trabajaba en una posada local, atacada y muerta el 23 de octubre de 1703.

## Galería

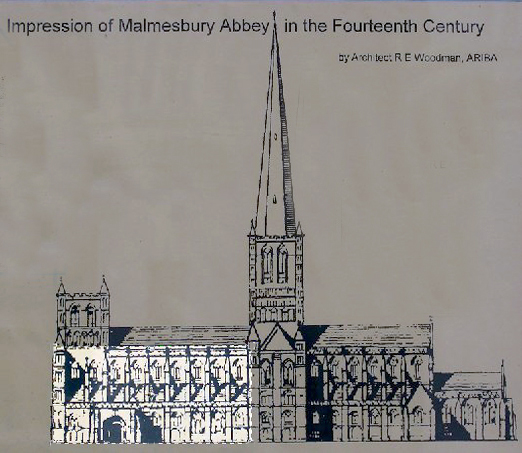
La abadía en el siglo XIV. Sólo el área iluminada se utiliza ahora, tras el colapso de la aguja y de la torre Oeste
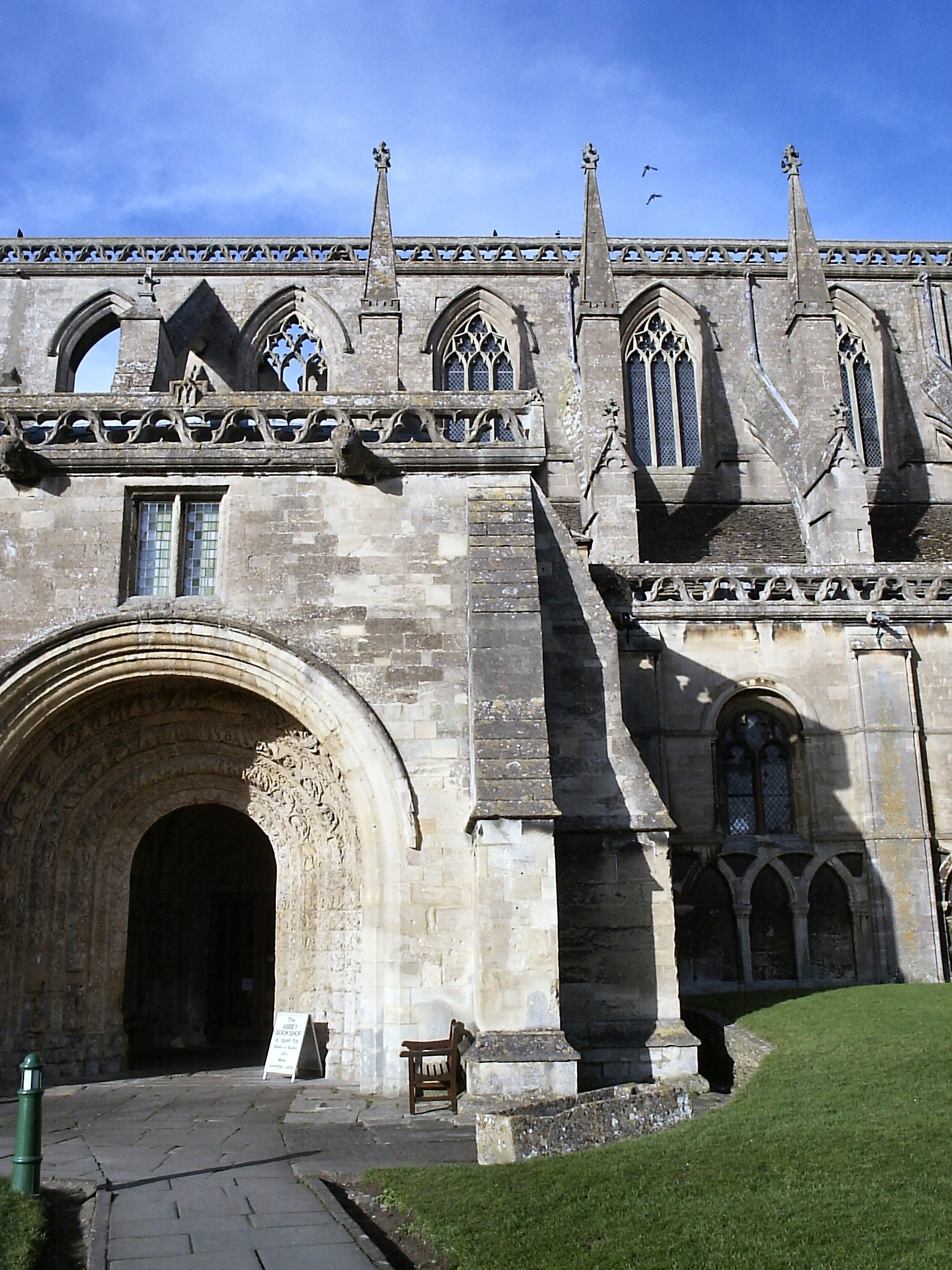
La elegante parvise sobre el pórtico sur
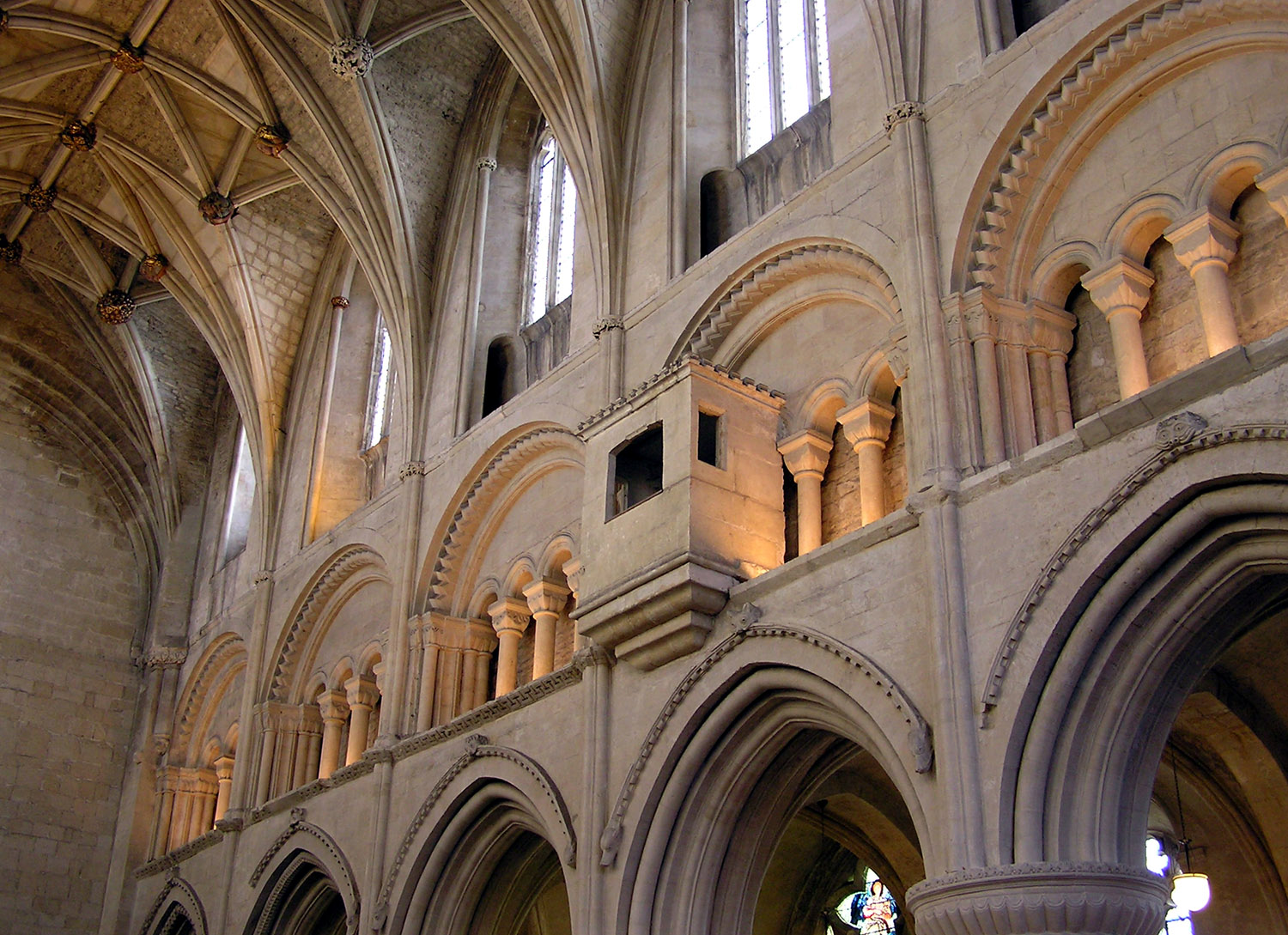
Interior de la abadía, mostrando el inusual excubitorium proyectado por encima de la nave.
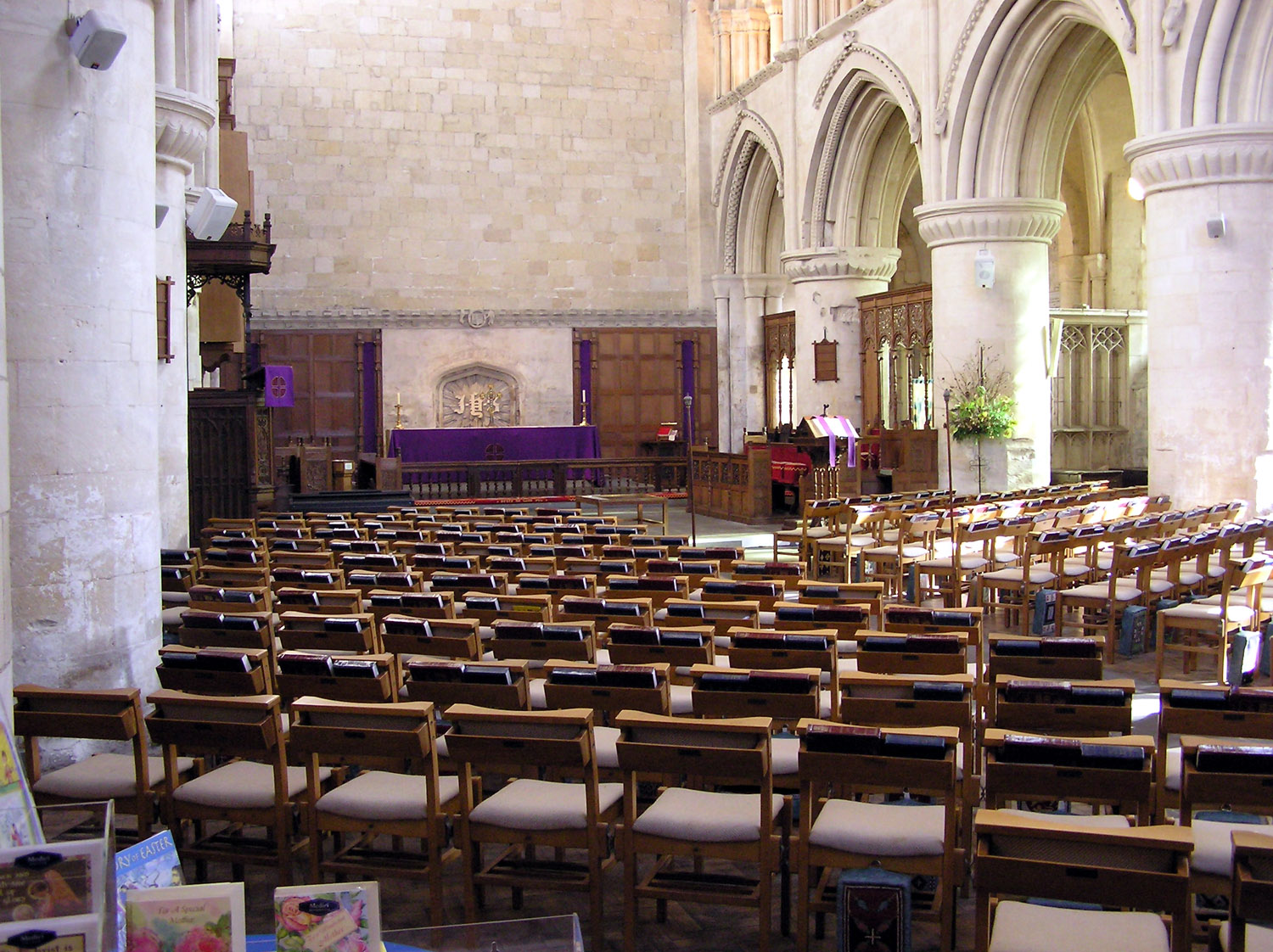
El interior de la abadía. El área arruinada se encuentra más allá de la pared blanca que se eleva sobre el altar